# 게르하르트 하웁트만
게르하르트 요한 로베르트 하웁트만(독일어: Gerhart Johann Robert Hauptmann, 1862년 11월 15일 ~ 1946년 6월 6일)은 독일의 희곡 작가이다. 1912년에 노벨 문학상을 수상하였다. 그는 독일 자연주의 연극의 형성과 발전에 기여했다.

## 생애
하웁트만은 실레지아 지방의 작은 도시인 오버잘쯔브룬(Obersalzbrunn)에서 호텔 경영자의 아들로 태어났다. 오늘날 그 곳은 폴란드의 일부로 슈쯔크짜오노-쯔드로즈(Szczawno-Zdrój)로 알려져 있다.
고향 마을학교를 나온 그는, 브레슬라우 지역에 있는 레알슐레(독일의 중등학교)에 진학하였고, 그 후 농사 일을 배우려고 그의 삼촌이 운영하던 자우어의 농장에 가게 되었다. 그러나 농촌 생활에 별다른 흥미를 느끼지 못했기 때문에, 그는 곧 브레슬라우로 돌아오게 되고, 조각가에 뜻을 두어 독일과 이탈리아의 미술학교에 들어갔으나 오토 브람의 '자유무대'에 자극을 받아 극작을 시작했다. 거기서 그는 평생동안 친구로 지낸 요세프 블록(Josef Block)을 만났다. 그는 예나 대학에서 공부하고, 1883년부터 1884년에는 거의 대부분을 이탈리아에서 보냈다. 1885년 5월에 하웁트만은 결혼했고, 베를린에 정착했다. 그는 자신의 인생 전체를 문학에 바쳤고, 곧 현대 연극의 대표자 중 한 사람으로서 대단한 명성을 얻게 되었다.
1891년 그는 실레지아 지방의 슈츠레이베르하우로 이사를 갔다. 하웁트만의 첫 번째 희곡은 《해가 뜨기 전》(Vor Sonnenaufgang) (1889)으로, '자유무대'에서 초연되어 현대 독일 문학에서 자연주의 운동의 막을 연 작품이다.
하웁트만이 입센의 영향을 받았음은 일반적으로 시인하는 바이나, 《화해(和解)》(Das Friedensfest, 1890)는 《유령》과, 《쓸쓸한 사람들》(Einsame Menschen, 1891)은 《로스메르스홀름》과 비슷한 줄거리를 지니고 있다.
하웁트만의 최고걸작이라고 불리며 또한 가장 성공한 작품은 그 다음에 쓰여진 《직조공들》(Die Weber, The Weavers, 1892)이다. 실레지아 지방에서 실제로 일어난 직조공들이 1844년에 일으킨 폭동을 생생하게 묘사한 힘이 넘치는 자연주의극으로서 최초에는 정치적 이유로 인하여 상연이 금지되었다.
하웁트만의 결혼생활은 어려웠고 1904년 그는 아내와 이혼했다. 같은 해에 그는 이미 자신과의 사이에서 한 아들을 낳았던 여배우 마가렛 마슈찰크(Margarete Marschalk)와 결혼했다. 다음 해에 그의 두 번째 결혼생활은 끝나게 되는데, 왜냐하면 그가 17세의 오스트리아 여배우인 데다 오를로프를 좋아했기 때문이었다. 그는 그녀가 그의 연극인 《하넬레의 승천(昇天)》에서 연기할 때 그녀를 베를린에서 만났다. 오를로프는 하웁트만의 여러 작품에 영감을 불어넣은 인물이었고, 그는 후에 그녀를 그의 뮤즈로 언급했다.
자연주의 작가로서 유명해진 하웁트만에게는 본질적으로 낭만적인 면이 있다고 하겠다. 그것이 표면화된 것이 《하넬레의 승천(昇天)》(Hanneles Himmelfahrt, 1893)이며 1896년의 《침종(沈鍾)》에 이르러 절정이 된다. 《침종》은 《직조공들》과 어깨를 나란히 하는 성공작이나, 가장 일찍이 그 평가를 잃은 작품이기도 했다. 하웁트만은 자연주의 작품과 반자연주의 작품을 병행시키면서 만년은 혼란스런 시대 양상(樣相) 및 불안정한 자기의 내면생활을 반영시킨 작품을 냈다.
1912년에 노벨 문학상을 받았다. 이 수상은 "기본적으로 희곡 분야에 대한 그의 풍부하고 다양하며 독보적인 창작"에 따른 것이었다.
제1차 세계대전 동안에 하웁트만은 평화주의자였다. 이 기간 동안 그는 Der Bogen des Odysseus (1914), Der weisse Heiland (1912–17), Winterballade (1917) 같은, 여러 우울하고 역사적이고 알레고리적인 희곡들을 썼다. 전쟁 이후에 그의 창작 능력은 분명히 약화되었다. 초기 성공을 거둔 것과 유사한 충분한 길이의 희곡 작품인 Dorothea Angermann (1926)와 Vor Sonnenuntergang (1932)을 썼고, 거기에는 사실주의적인 취향이 나타나 있다. 그는 히틀러의 "Machtergreifung"(나치당 집권일) 이후에도 독일에 남았고, 제2차 세계대전 때 드레스덴 지역에 감행된 폭격에도 살아남았다. 그의 마지막 작품은 《아트리덴 사부극》Atriden-Tetralogie (1942–46)이었다.
하웁트만은 아그네텐도르프에 있는 자신의 집에서 83세의 나이로 1946년에 타계했다. 러시아 군정이 하웁트만의 작품에 경의를 표한다고 언급했음에도 불구하고 폴란드 정부는 하웁트만의 친척들이 그를 아그네텐도르프에 묻는 것을 허락하지 않았고, 그의 시신은 그가 죽은 지 한 달도 더 지난 후에야 독일로 옮겨졌다. 그는 그의 별장 근처에 묻혔다.

## 작품
희극 Kollege Crampton (1892), Der Biberpelz (1893) and Der rote Hahn (1901)이 있고, "꿈의 시"라고 언급되는 Hannele (1893), 그리고 역사적인 연극인 《플로리안 게이어》(Florian Geyer) (1895)가 있다. 그는 또한 실레지아 지방 사람의 삶을 다룬 두 비극인 Fuhrmann Henschel (1898)과 Rose Bernd (1903)를 창작했고, 극적인 동화인 Die versunkene Glocke (1897) and Und Pippa tanzt (1905)를 썼다.

### 작품 상세
- 《해뜨기 전》(1889년)

그의 출세작이자 독일 자연주의 연극의 시작을 알린 작품은 《해뜨기 전》(1889년)으로, 이 작품은 자연주의의 원칙을 따라 유전과 환경이 극 중 인물의 운명을 결정하고 있다. 예를 들어 이 연극에서 벼락 부자가 된 주인공 크라우제의 둘째 딸인 헬레네는, 자신이 사랑하던 사회학자 로트에게 버림을 받고 자살로 생을 마감한다. 로트가 헬레네를 버린 이유는 그녀의 집안이 알코올 중독자 집안이기 때문이었다.
- 《직조공들》(1892년)

1893년에 베를린에서 초연된 작품으로, 독일 자연주의 연극의 대표적인 작품이라 할 수 있다. 1844년 독일 슐레지엔 지방에서 실제로 일어났던 직조공들의 반란을 사실적으로 재현하였다. 이 작품은 소위 "사회 드라마"로서, 특별한 개인이 주인공으로 등장하지 않고, 직조공들이라는 노동자 집단이 주인공으로 등장한다.

## 참고 자료
- 이 문서에는 다음커뮤니케이션(현 카카오)에서 GFDL 또는 CC-SA 라이선스로 배포한 글로벌 세계대백과사전의 내용을 기초로 작성된 글이 포함되어 있습니다.